# Ghost Stations
 (février 2016).
Ghost Stations est une série de livres écrite par l'historien militaire britannique Bruce Barrymore Halpenny et publiée à partir de 1986. Inspirée de faits réels, elle regroupe des mystères et des histoires de fantômes généralement liés à la Royal Air Force, les aéroports et autres installations militaires ou civiles.

## Série originale (1986)
- Ghost Stations  (ISBN 978-0863033148)
- Aaargh! (republié sous le titre Ghost Stations 2)  (ISBN 978-0907595557)
- Ghost Stations 3  (ISBN 978-0907595571)
- Ghost Stations 4  (ISBN 978-0907595762)
- Ghost Stations 5  (ISBN 978-0907595816)
- Ghost Stations 6  (ISBN 978-0907595861)
- Ghost Stations 7  (ISBN 978-0907595977)
- Ghost Stations 8  (ISBN 978-1900456029)

## Nouvelle série (2008)
- Ghost Stations 1  (ISBN 978-1-871448-10-8)
- Ghost Stations 2  (ISBN 978-1-871448-11-5)
- Ghost Stations 3  (ISBN 978-1-871448-12-2)
- Ghost Stations 4  (ISBN 978-1-871448-13-9)
- Ghost Stations 5  (ISBN 978-1-871448-14-6)
- Ghost Stations Mysteries  (ISBN 978-1-871448-08-5)
- Ghost Stations Lincolnshire  (ISBN 978-1-871448-06-1)
- Ghost Stations Yorkshire  (ISBN 978-1-871448-05-4)
- Ghost Stations Germany  (ISBN 978-1-871448-07-8)
- Ghost Stations The Story  (ISBN 978-1-871448-09-2)